# New Ryder
New Ryder ìs een historisch merk van motorfietsen.
De bedrijfsnaam was: New Ryder Motor Co., Birmingham.
Dit was een Engels merk dat eerst Precision-één- en tweecilinders inbouwde, maar later overschakelde op 269cc-Villiers-tweetakten. Er was een tamelijk uitgebreide modellenlijn, met verschillende aandrijfmogelijkheden en zelfs een damesmodel. De productie begon in 1913 maar werd waarschijnlijk onderbroken tijdens de Eerste Wereldoorlog. In 1919 kwam het model kort terug, met machines zonder of met twee versnellingen.